# Čeněk Musil
Čeněk Musil (5. března 1889 Kolín – 1. listopadu 1947 Jičín) byl český architekt a urbanista, který působil převážně v Jičíně a významně ovlivnil podobu města v době první republiky. Jeho tvorba nese prvky neoklasicismu, funkcionalismu a konstruktivismu, inspiroval se také Janem Kotěrou. Ve své práci vždy věnoval pečlivou pozornost citlivému zasazení navrhovaných objektů do okolního prostoru, tento postup uplatnil také jako autor regulačního plánu Jičína (1930-1935).

## Životopis
Pocházel z Kolína, gymnaziální studia absolvoval v Jičíně, po maturitě v roce 1908 pokračoval na škole pozemního stavitelství ČVUT (1908–1913), souběžně studoval architekturu na Akademii výtvarných umění. Po první světové válce se usadil v Jičíně, kde si v roce 1923 otevřel projekční kancelář. I když v Jičíně nebyl jediným architektem, postupem doby získal výsadní postavení, vyhrával veřejné soutěže, řadu zakázek získával i přímo. Jeho první významnou realizací byl projekt areálu jičínské okresní nemocnice (1923–1930), poté projektoval řadu veřejných staveb (školy, finanční instituce) i soukromých domů. K jeho nejvýznamnějším pracím patří funkcionalistická budova Masarykovy obchodní akademie v ulici 17. listopadu pod zámeckou zahradou. Jeho regulační plán Jičína byl jedním z vůbec prvních regulačních plánů v Čechách (1930–1935) Souběžně pracoval také na regulačním plánu Lázní Bělohrad (1929–1931). Pokoušel se prosadit také v Praze, což se mu nepodařilo, ale na přelomu dvacátých a třicátých let 20. století se začal uplatňovat v rámci celého jičínského okresu. V několika obcích a městech byly podle jeho návrhů postaveny sokolovny a školy, budovou Městské spořitelny (1930–1934) vytvořil novou dominantu náměstí v Nové Pace. Během druhé světové války musel své aktivity omezit, po roce 1945 s kolegou Václavem Šťastným sepsal pojednání o poválečné obnově Jičína a spoluzakládal východočeský Stavoprojekt (1947). Své další záměry již nestihl realizovat, po jeho náhlém úmrtí v roce 1947 byla jeho projekční kancelář uzavřena.
Kromě profese architekta se uplatnil také jako scénograf a výtvarník, mimoto se v Jičíně aktivně zapojoval do veřejného života a byl členem řady spolků, byl též jičínským městským inženýrem.
Zemřel roku 1947 v Jičíně a byl pohřben na zdejším městském hřbitově.

## Realizace v Jičíně
- Okresní nemocnice (1923-1930)

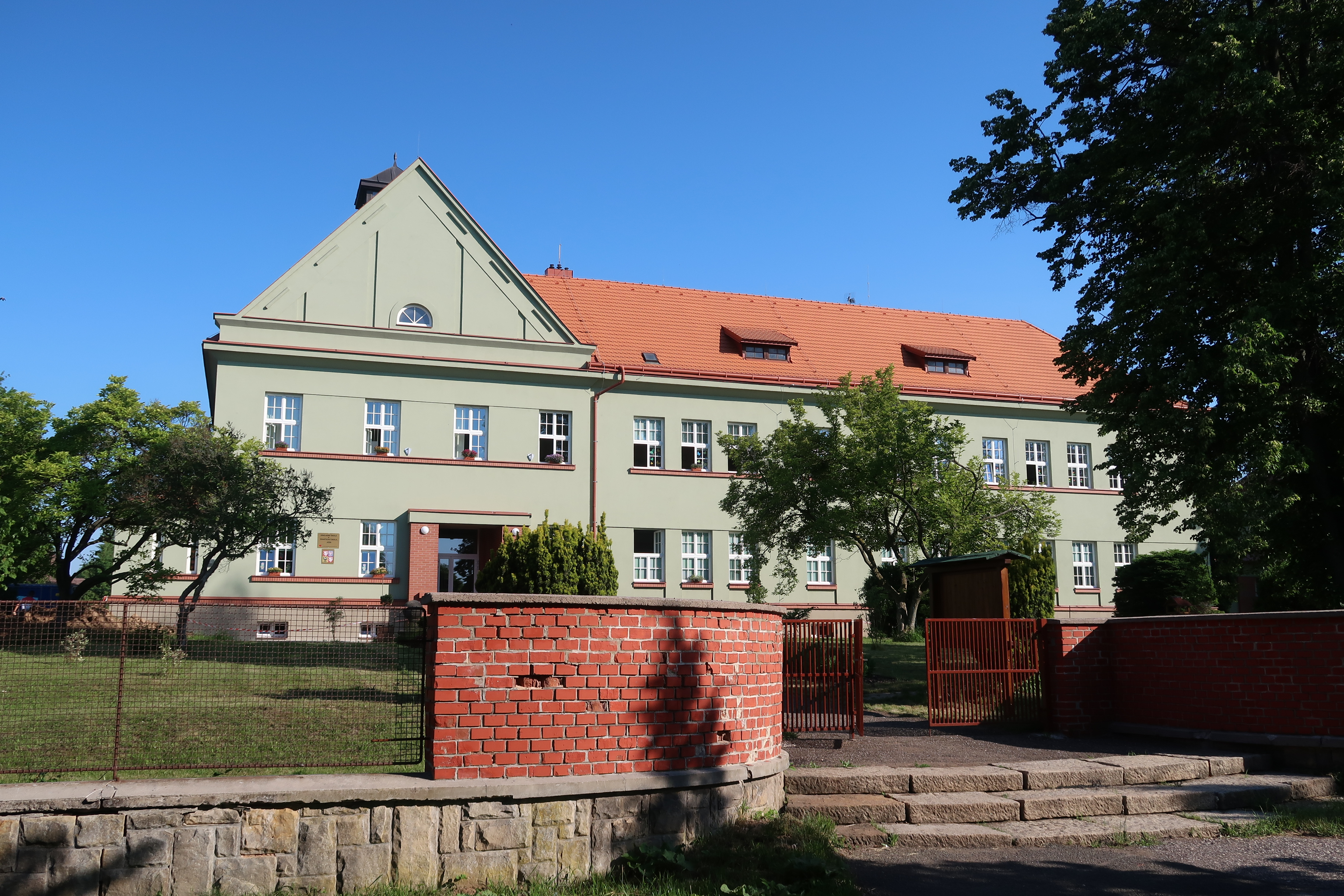
Rolnická škola, Soudná ulice, Jičín, 1923-1925

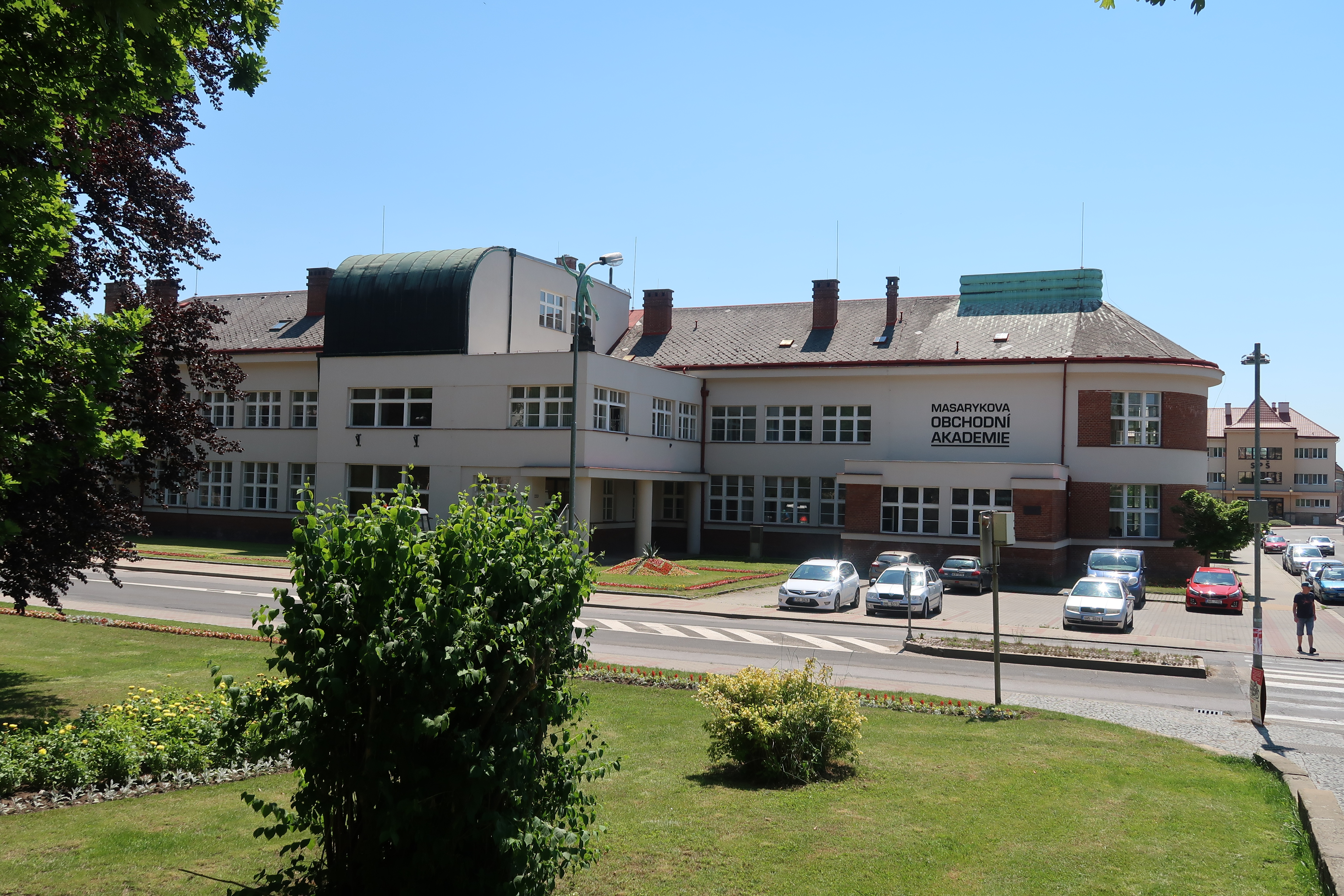
Masarykova obchodní akademie, ulice 17. listopadu, Jičín, 1930

- činžovní domy v Tyršově ulici (1923)
- Rolnická škola (1923-1925)
- Studentský dům (knihovna) (1923-1924)
- Hospodyňská škola (1925-1927)
- činžovní dům poštovních gážistů v Denisově ulici (1925-1927)
- dům vojenských gážistů v Tyršově ulici (1926)
- hotel Hušek (1926-1929)
- Okresní hospodářská záložna (budova Městského úřadu) (1927)
- vila Florea (1927-1928)
- rodinný dům vrchního rady krajského soudu Františka Vlacha (1928)
- vila Vilemíny Slukové (1929)
- Masarykova obchodní akademie (1930)
- Tržnice nábytku (1933)
- Zemědělská pojišťovna (1938-1939)
- Živnostenská škola (1939-1940)[4]
- Okresní úřad (1939-1941)

## Realizace mimo Jičín
- sokolovna Lázně Bělohrad (1928)

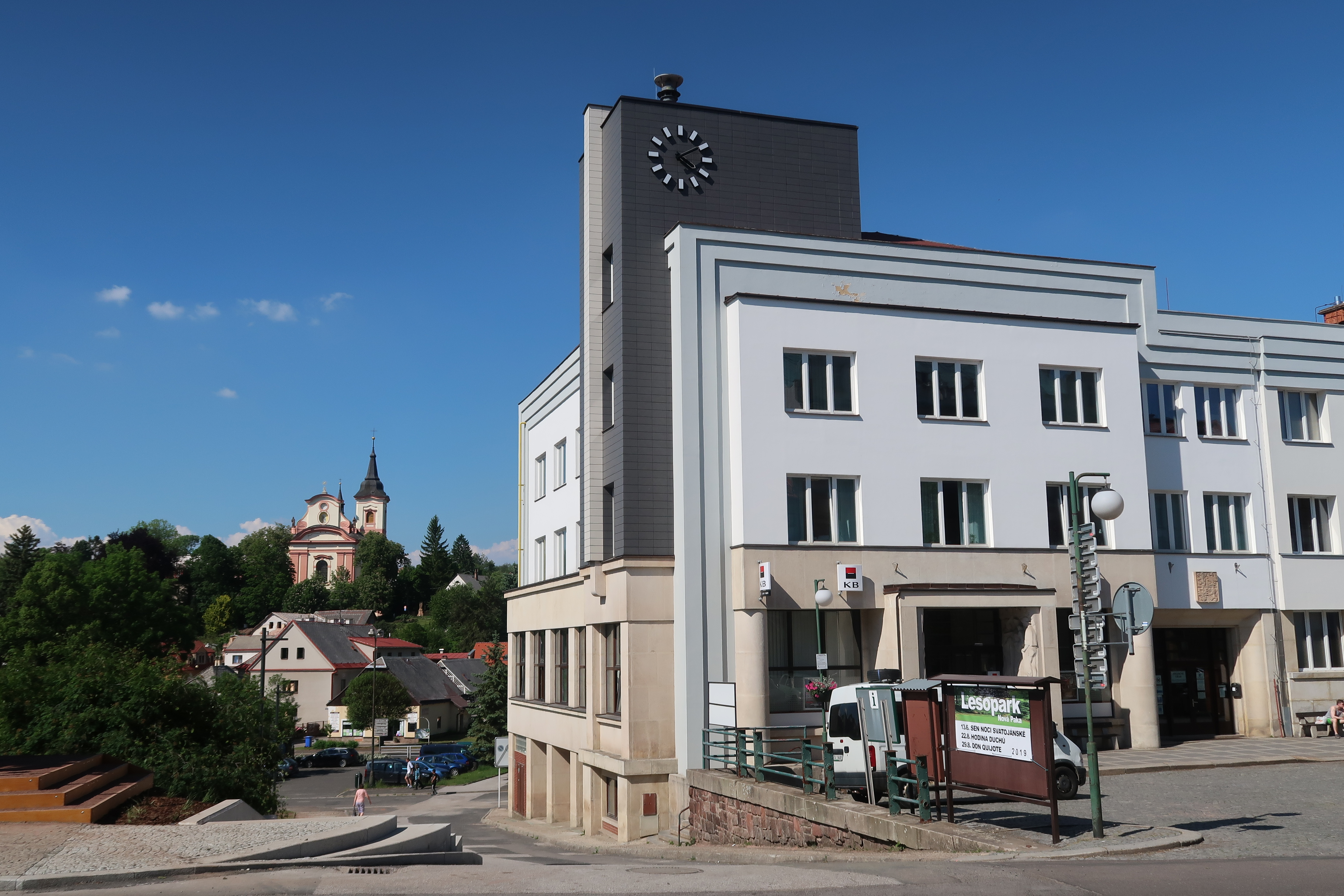
Městská spořitelna, Masarykovo náměstí, Nová Paka, 1930-1934

- sokolovna (nyní obecní úřad) Židovice (1929)
- sokolovna Kopidlno (1931)
- národní školy v obcích Slavhostice, Hřmenín, Běchary a Kozojedy
- Městská spořitelna Nová Paka (1930-1934)
- Grandhotel v Chlumci nad Cidlinou (1932), později přejmenován na hotel Astra[5]
- spořitelna Kopidlno (1937-1938)
- hřbitovní kaple Slavhostice (1947)